# Donjonavarski zapadni dijalekt
Donjonavarski zapadni dijalekt (zapadni donjonavarski; Bajo Navarro Occidental), baskijski dijalekt koji se govori u francuskom departmanu Pyrénées-Atlantiques, na području povijesne pokrajine Basse-Navarre (Donja Navarra), općina Saint-Jean-Pied-de-Port. Donjonavarski zapadni dijalekt vodio se kao dijalekt navarsko-laburdinskog jezikakoji se od druge polovice 2007. smatra dijalektom baskijkog.